# Woiwodschap Podlachië

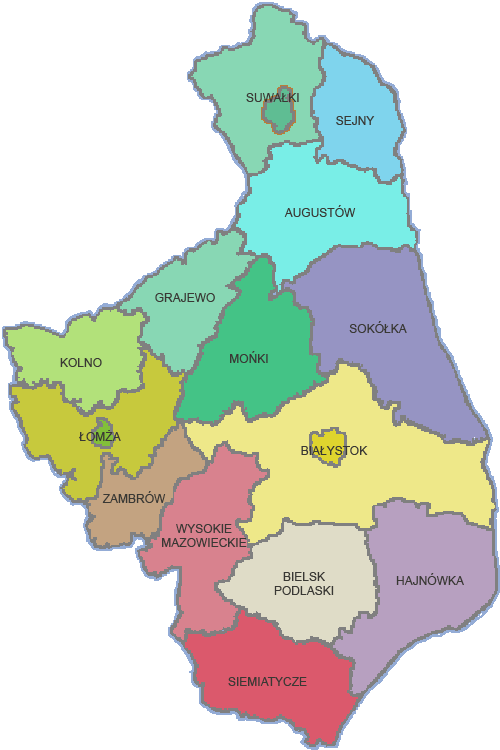
Powiats in Woiwodschap Podlachië

De woiwodschap Podlachië (Pools: Województwo podlaskie, uitspraak: [vɔjɛˈvut͡stfɔ pɔdˈlaskʲɛ], ong. vojevoetstfo podlaskië) is een woiwodschap in het noordoosten van Polen. Het werd op 1 januari 1999 opgericht uit de voormalige woiwodschappen Białystok, Łomża en een deel van Suwałki.
Het Poolse deel van het Woud van Białowieża ligt in deze provincie. Het nationaal park Biebrza is ook hier gevestigd. De provincie grenst aan Wit-Rusland.

## Grootste steden
steden met meer dan 20.000 inwoners in 2005
1. Białystok – 298.823 (102 km²)
2. Suwałki – 69.268 (65,50 km²)
3. Łomża – 63.819 (32,71 km²)
4. Augustów – 29.971 (80,93 km²)
5. Bielsk Podlaski – 26.893 (26,88 km²)
6. Zambrów – 22.782 (19,02 km²)
7. Grajewo – 22.718 (18,93 km²)
8. Hajnówka – 22.159 (21,29 km²)